# Thure Annerstedt
Thure Annerstedt, född 6 januari 1806 i Tensta socken i Uppland, död 6 november 1880 i Strängnäs, var en svensk teolog, biskop och riksdagsman.

## Biografi
Thure Annerstedt var son till hovrättsnotarien Samuel Annerstedt och friherrinnan Charlotta Ulrika Cederström. Farfadern Daniel Annerstedt var professor i Uppsala. Annerstedt blev student vid Uppsala universitet 1824, filosofie magister 1830, prästvigd samma år, 1832 teologie kandidat och 1833 docent i pastoralteologi, i vilket ämne han 1835–1840 flera gånger hade förordnande som adjunkt.
Han blev teologie licentiat 1839, adjunkt i pastoralteologi 1840, teologie doktor 1845, kyrkoherde i Örebro 1846 och biskop i Strängnäs 1852. Han utsågs 1850 till ledamot i den kommitté som hade att utarbeta förslag till två nya årgångar av predikotexter, vilket förslag fastställdes 1860. Vidare blev han 1852 ledamot av den kommitté, som skulle se över Svenska kyrkans handbok och katekes. 
Annerstedt bevistade alla riksmötena från 1847 till 1866 och åtnjöt stort anseende och förtroende bland sina ståndsbröder. Under de sex sista ståndsriksdagarna var han ledamot av statsutskottet och under de fyra sista prästeståndets vice talman. Han var politiskt konservativ, i teologiskt hänseende högkyrklig, och var en av dem som kämpade längst emot representationsreformen.
Han var gift med sin kusin friherrinnan Charlotta Cederström (1812–1895), var bror till Rudolf Annerstedt, farbror till juristen och politikern Ludvig Annerstedt och historikern Claes Annerstedt samt gammelmorbror till predikanten Sven Lidman. Makarna Annerstedt är begravda på Gamla kyrkogården i Strängnäs.

## Skrivet om Annerstedt
Den för sin giftiga penna legendariske journalisten Henrik Bernhard Palmær, som var riksdagsman i borgarståndet 1847–1848, beskriver Thure Annerstedt i riksdagsarbetet på följande vis:
"Strängt konservativ i sina grundsatser är han, genom förvärvad lärdom och naturlig fyndighet, farlig så väl i anfallet, som i försvaret. Och hans orationer sedan! Om dem kan jag - min redlige vän! - ej giva dig en exakt framställning, därest du ej någon gång haft det nöjet att spisa makaroner. Då känner du dessa vita, mjuka, oljiga, ihåliga, slingriga vetemjölsormar. Det är Annerstedts yttranden, ord för ord, bokstav för bokstav".

### Övriga källor
- Svenska män och kvinnor, band 1, Stockholm 1942, s. 113
- Förteckning å Högvördiga Ståndets vid innevarande Riksdag närvarande ledamöter, prästeståndets protokoll 23/10 1865